# S.O.S. (Kasia Cerekwicka)
S.O.S. è il primo singolo della cantante pop polacca Kasia Cerekwicka estratto dal suo terzo album di studio Pokój 203.

## Classifiche
| Classifica (2007) | Posizione massima |
| ----------------- | ----------------- |
| Polonia           | 6                 |
| Europa            | 85                |